# Нікітинка (Казахстан)
Нікі́тинка (каз. Никитин) — село у складі Мендикаринського району Костанайської області Казахстану. Входить до складу Соснівського сільського округу.
Населення — 63 особи (2021; 235 у 2009, 274 у 1999, 289 у 1989).